# Палдиски
Палдиски (ест. Paldiski, рус. Балтийский Порт) је град у Естонији. Он се налази у северном делу земље, близу главног града Талина. Палдиски је град у оквиру округа Харју.
Паиде се простире се на 60,17 km² и према попису из 2004. године у њему је живело 4.224 становника.

## Природне одлике
Градић Палдиски је смештен у северној Естонији, 45 килоетара западно од Талина. Град се образовао у истоименом заливу, делу Балтичког мора. Испред града постоји више мањих острва.

## Историја
Град Палдиски је познат као вишевековно средиште морнарице, прво Руске Империје (тзв. Балтијски порт), а потом и СССР-а (средиште развоја атомских подморница). Пропашћу СССР-а и затварањем морнаричких делатности град је запао у озбиљну привредну кризу, па је у последње две деценије изгубио око 70% првобитног становништва.

## Становништво
Како је град деценијама био совјетска поморска база, град се развијао досељавањем народа из целог СССР-а, посебно Руса. Пред распад СССР-а град је имао око 16 хиљада становника, да би данас имао готово 4 пута мање. Руси су и даље већина у граду (око 67%), док су матични Естонци мањина (25%).

## Галерија
- Залив Палдиски
- Пример запуштене совјетске градње
- Гимназија у Палдискију
- Лутеранска Црква у граду